# Architettura coloniale olandese del Capo

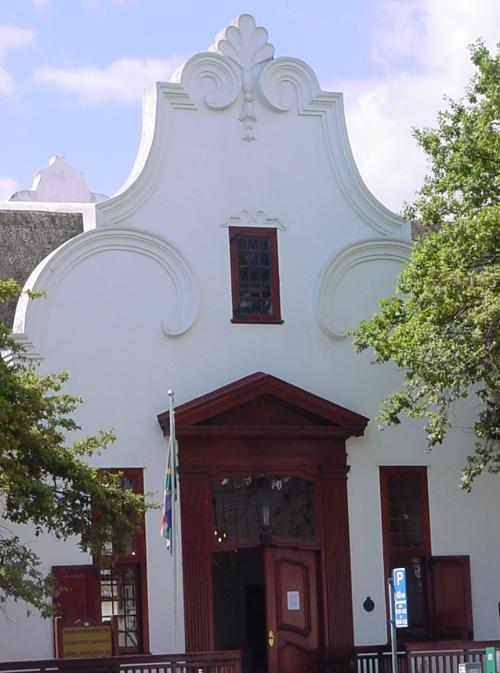
Casa in stile coloniale olandese del Capo a Stellenbosch

Si parla di architettura coloniale olandese del Capo in riferimento allo stile architettonico coloniale boero tipico della Provincia del Capo Occidentale, in Sudafrica. Lo stile si può ricondurre a influenze dei Paesi Bassi e della Germania medievali e della Francia ugonotta, con elementi indonesiani.

## Caratteristiche
Fra le caratteristiche distintive dello stile coloniale olandese del Capo ci sono gli spioventi decorati e tondeggianti, che ricordano le case di Amsterdam ma che risentono anche di elementi asiatici. Esse erano in genere costruite da schiavi importati nel Capo dalle colonie orientali. Questo tipo di spioventi iniziò ad apparire all'inizio del XVIII secolo.
Le case hanno una pianta a U (con la parte frontale affiancata da due ali perpendicolari), a T (con una singola ala posizionata perpendicolarmente alla parte posteriore dell'edificio) o ad H (evoluzione della pianta a T, con un'ala aggiuntiva). L'aggiunta di ali perpendicolari, e la diversificazione di questi tre tipi di piante, iniziò a diffondersi alla metà del XVIII secolo, con la pianta ad H che divenne alla fine la scelta predominante, specialmente nelle campagne.
I muri esterni sono in genere imbiancati, e i tetti sono spesso coperti di paglia o di frasche.
A Città del Capo, dove si è sviluppata inizialmente l'architettura cape dutch, gli edifici storici sopravvissuti sono relativamente pochi. Un interessante esempio è costituito dalla residenza di Groote Schuur nel quartiere di Rondebosch. Per osservare case coloniali boere nella loro forma originale occorre spingersi nell'entroterra, soprattutto nel distretto di Wine Route oppure in luoghi come Groot Drakenstein. Sulla costa, si ricordano per questo stile le cittadine storiche di Stellenbosch e Somerset West.